# Deliana Rademakers
Deliana Rademakers (Holanda, 1923 - 1942),  é uma Testemunha de Jeová holandesa que esteve encerrada no Campo de concetração de Auschwitz. Ela é considerada como uma das vítimas mais castigada pelo Holocausto.

## Biografia
Em 1942, Deliana foi colocada em Auschwitz, onde faleceu semanas depois. No saite do museu de Auschwitz, nota-se o seu retrato, classificada na categoria de prisioneiros femenino. Guiada a sua família, dentro da prisão ela escreveu uma carta, dizendo: 
Prometi fazer apenas a vontade de Jeová. Irmãos, não tenham medo, sejam corajoso, Jeová está com a gente.
Sua história foi publicada durante meses numa exbição do Museu Estatal de Auschwitz, onde se apresentou ali uma exposição dedicada as  Testemunhas de Jeová. O Título da exposicão foi: Encarcerados por sua fé,  As Testemunhas de Jeová e o regime nazista. 